# 經濟理論學會
經濟理論學會（経済理論学会，Japan Society of Political Economy, 縮寫為JSPE）是一個1959年5月在日本成立的馬克思主義經濟學學會組織，日本經濟學會聯合的加盟學會，截至2008年約有一千名會員。
經濟理論學會的首任代表幹事是大內兵衛，2010年開始由攝南大學教授八木紀一郎擔任。

## 活動内容
- 發行學術期刊
  - 『季刊 經濟理論』(季刊 経済理論 Political Economy Quarterly)
- 舉行年度大會

## 歷代代表幹事列表
| 代 | 姓名       | 期間                  | 所屬           |
| 1  | 大內兵衛   | 1958年5月－1973年6月  | 法政大學       |
| 2  | 三宅義夫   | 1973年7月 - 1977年3月 | 立教大学       |
| 3  | 石原忠男   | 1975年4月 - 1979年3月 | 中央大学       |
| 4  | 大島清     | 1979年4月 - 1981年3月 | 法政大学       |
| 5  | 野野村一雄 | 1981年4月 - 1983年3月 | 千葉商科大學   |
| 6  | 種瀨茂     | 1983年4月 - 1986年3月 | 一橋大学       |
| 7  | 井村喜代子 | 1986年4月 - 1992年3月 | 慶應義塾大学   |
| 8  | 鶴田滿彥   | 1992年4月 - 1998年3月 | 中央大学       |
| 9  | 森岡孝二   | 1998年4月 - 2001年3月 | 關西大学       |
| 10 | 大谷禎之介 | 2001年4月 - 2007年3月 | 法政大学       |
| 11 | 柴垣和夫   | 2007年4月 - 2010年3月 | （前）東京大学 |
| 12 | 八木紀一郎 | 2010年4月 -           | 攝南大學       |
| -- | ---------- | --------------------- | -------------- |

## 外部連結
- 経済理論学会 （页面存档备份，存于）